# 安陽君 (1480年)
安陽君（1480年—1505年），名㤚，朝鮮成宗的庶子，由貴人鄭氏所出。 

## 生平
安陽君在燕山君時因其母貴人鄭氏當年讒言陷害燕山君生母廢妃尹氏，導致尹氏被廢並被賜死，燕山君在狂怒之下不但將鄭氏殘忍的殺害，安陽君及其同母弟鳳安君李㦀也受到牽連，被流放到巨濟島，並在燕山君十一年被賜死，安陽君死時僅二十六歲，安陽君之妻也被燕山君下令改嫁給宗室，中宗反正之後，下旨予以厚葬。 諡恭懷。

## 家庭
- 妻：沔川郡夫人 綾城具氏（1480年－1556年）永膺大君之外孫女，綾川君具壽永與吉安縣主的第三女。成宗十一年三月初二日誕生，卒於明宗十一年正月二十二日。[5]
  - 女：適李思齊
- 側室
  - 庶子：從南都正 李億壽，生母為婢女朱伊。
  - 庶女：適李允榮
  - 庶女：適元彭老

## 附註
1. ↑  《中宗實錄》1卷,中宗1年（1506年）10月22日紀錄一
2. ↑  《燕山君日記》58卷，燕山君11年（1505年）6月15日紀錄一
3. ↑  《燕山君日記》58卷，燕山君11年（1505年）6月15日紀錄三
4. ↑  《中宗實錄》1卷，中宗1年（1506年）11月11日紀錄五
5. ↑  《有明朝鮮國沔川郡夫人具氏墓誌銘》嘉靖丙辰正月壬午沔川郡夫人具氏病卒于家享壽七十七……妣吉安縣主世宗莊憲大王子永膺大君之女以成化十六年庚子三月初二日壬午生夫人……